# TOO MUCH LOVE
『TOO MUCH LOVE』（トゥー・マッチ・ラヴ）は、日本のシンガーソングライターである吉川晃司の3作目のベスト・アルバム。
1992年3月11日に東芝EMIのイーストワールドレーベルからリリースされた。『FAVORITE SOUNDS ...1988』（1988年）よりおよそ3年3か月ぶりとなるベスト・アルバムであり、吉川関連のアルバムリリースとしては7枚目のアルバム『LUNATIC LION』（1991年）よりおよそ10か月ぶりとなった。
1984年のデビューから1992年に至るまでにリリースされたラブ・ソングのみを収録したベスト・アルバムである。SMSレコードの消滅に伴い同社所属時代のソロ作品が廃盤となり、入手困難になったためファンからの要望に応える形で吉川がスタッフとともに選曲を行った。
本作はオリコンアルバムチャートにて最高位第1位を獲得、売り上げ枚数は20万枚を超えたため日本レコード協会からゴールド認定を受けている。本作にはテレビ朝日系深夜番組『君といつまでも』のオープニングテーマとして使用された「せつなさを殺せない」が先行シングルとして収録されている。

## 背景
吉川晃司は1991年4月12日にソロ復帰作となるシングル「Virgin Moon」、5月17日に初のセルフ・プロデュースとなる7枚目のアルバム『LUNATIC LION』をリリースした。その後同作を受けたコンサートツアー「Lunatic LUNACY TOUR 1991」を、同年5月10日の渋谷ON AIR公演を皮切りに7月24日の日本武道館公演まで21都市全25公演を実施。12月11日および12日、31日には単独公演「1991 LAST SPECIAL EVENT "ROLLING VOICE-Noise1-"」を日本武道館および大阪城ホールにて実施した。1992年2月6日には14枚目のシングル「せつなさを殺せない」をリリースした。

## 制作
吉川は本作についてSMSレコードが消滅し所属当時の作品が廃盤になっていたことから、「買いたくても買えないよ」という要望に応えた作品として制作したと述べている。また、布袋寅泰との音楽ユニットであるCOMPLEX以前の活動を知らない新たなファンからの「知らないから聞いてみたい」という要望に応えた作品であるとも述べている。本作は新しいファンのためのガイダンスとして吉川とスタッフによって選曲が行われた。一方で別のインタビューにおいて吉川は選曲には深く関与していないとした上で、「僕が選ぶと、個人的に好きな曲になってしまうんで、ちょっと離れたとこからピック・アップしてもらった」とも述べている。
吉川は本作収録曲が自身のメイン・ストリームだと提示されても構わないとの発言を行った上で、新作である「せつなさを殺せない」が収録されていることが重要であると述べている。同曲の収録に関して吉川は、「レコード会社的なこともあるんですが（笑）」とも述べている。ラブ・ソングだけの選曲となったことについて吉川は、「この…シラけた時代にあえて、ちょっとテレますけど、愛だ恋だということを大事に生きたいな、と。そう思った次第ですね（笑）」と述べている。また、自身のデビュー曲である「モニカ」（1984年）が収録されていないことについては、「『モニカ』はみんな、知ってるだろうってことかもしれない」とした上で、あえて収録しなかったのではという問いに対して「ないない、そんなことはないです。『モニカ』はきっと50になっても、歌っているでしょう」と述べている。

## 構成
本作はかつて吉川が所属していたSMSレコードが消滅したことで旧譜が入手困難になったこともあり、COMPLEX以降にファンになった人たちに対するアルバムであるとの前提があったことから、以前の音楽を知らない人たちのためにリミックスや再録音を行わずにデビューからの軌跡を示す狙いがあったと吉川は述べている。またそれに応じて各年のアルバムからそれぞれピック・アップして収録曲が決定されたとも述べている。結果として本作には以下のシングルおよびアルバムから選曲されている。
シングル
- 「ラ・ヴィアンローズ」（1984年） - 3枚目のシングル。
- 「Rainy Lane」（1985年） - 4枚目のシングル「You Gotta Chance 〜ダンスで夏を抱きしめて〜」のB面曲。
- 「RAIN-DANCEがきこえる」（1985年） - 6枚目のシングル。
- 「キャンドルの瞳」（1986年） - 7枚目のシングル。
- 「すべてはこの夜に」（1986年） - 9枚目のシングル。
- 「MARILYNE」（1987年） - 10枚目のシングル。
- 「終わらないSun Set」（1987年） - 11枚目のシングル。
- 「せつなさを殺せない」（1992年） - 14枚目のシングル。

アルバム
- 『パラシュートが落ちた夏』（1984年） - 1枚目のアルバム、「a day・good night」を収録。
- 『INNOCENT SKY』（1985年） - 3枚目のアルバム、「心の闇（ハローダークネス）」および「in a sentimental mood」を収録。
- 『MODERN TIME』（1986年） - 4枚目のアルバム、「ナーバス ビーナス」を収録。
- 『GLAMOROUS JUMP』（1987年） - 6枚目のアルバム、「Little Darlin'」および「恋をしようぜ!!」を収録。
- 『LUNATIC LION』（1991年） - 7枚目のアルバム、「ONLY YOU」を収録。

## リリース、チャート成績、批評
| 専門評論家によるレビュー | 専門評論家によるレビュー |
| レビュー・スコア         | レビュー・スコア         |
| 出典                     | 評価                     |
| ------------------------ | ------------------------ |
| CDジャーナル             | 肯定的                   |

本作は1992年3月11日に東芝EMIのイーストワールドレーベルからCDにてリリースされた。初回生産分はCDケースのディスクトレイ部分が透明になっており、トレイ面に印刷されている本人の肖像が見える仕様になっている。本作はオリコンアルバムチャートにおいて最高位第1位を獲得、登場週数14回で売り上げ枚数は25.3万枚となった。
音楽情報サイト『CDジャーナル』では、ラブ・ソング・コレクションであるもののバラードばかりではなく、ビートが激しい楽曲も多く収録されていることを指摘した上で、「楽曲の内容を楽しむのはもちろん、ソングライター、アレンジャーの変遷を見ていくのも興味深い」と肯定的に評価した。

## 収録曲
CDブックレットに記載されたクレジットを参照。
| #         | タイトル                       | 作詞                     | 作曲       | 編曲               | 時間  |
| --------- | ------------------------------ | ------------------------ | ---------- | ------------------ | ----- |
| 1.        | 「ラ・ヴィアンローズ」         | 売野雅勇                 | 大沢誉志幸 | 大村雅朗           | 4:11  |
| 2.        | 「RAIN-DANCEがきこえる」       | 安藤秀樹                 | 佐藤健     | 後藤次利           | 4:11  |
| 3.        | 「せつなさを殺せない」         | 吉川晃司                 | 吉川晃司   | 吉田建             | 4:52  |
| 4.        | 「MARILYNE」                   | 吉川晃司                 | 吉川晃司   | 松本晃彦           | 4:21  |
| 5.        | 「心の闇（ハローダークネス）」 | 安藤秀樹                 | 原田真二   | 後藤次利           | 3:31  |
| 6.        | 「すべてはこの夜に」           | 佐野元春                 | 佐野元春   | 西平彰             | 3:18  |
| 7.        | 「Rainy Lane」                 | さがらよしあき、麻生圭子 | 佐藤健     | 大村雅朗           | 4:26  |
| 8.        | 「in a sentimental mood」      | 安藤秀樹                 | 大沢誉志幸 | 後藤次利           | 4:05  |
| 9.        | 「終わらないSun Set」          | 吉川晃司                 | 吉川晃司   | 松本晃彦           | 4:04  |
| 10.       | 「Little Darlin'」             | 吉川晃司                 | 吉川晃司   | 清水信之           | 4:07  |
| 11.       | 「恋をしようぜ!!」             | 吉川晃司                 | 吉川晃司   | 清水信之           | 3:44  |
| 12.       | 「キャンドルの瞳」             | 安藤秀樹                 | 原田真二   | 後藤次利           | 3:36  |
| 13.       | 「ナーバス ビーナス」          | 吉川晃司                 | 吉川晃司   | 後藤次利           | 4:22  |
| 14.       | 「ONLY YOU」                   | 吉川晃司                 | 吉川晃司   | 菅原弘明、後藤次利 | 4:13  |
| 15.       | 「a day・good night」          | 安藤秀樹                 | 佐藤健     | 大村雅朗           | 5:11  |
| 合計時間: | 合計時間:                      | 合計時間:                | 合計時間:  | 合計時間:          | 62:12 |

## スタッフ・クレジット
CDブックレット背面に記載されたクレジットを参照。
- 西本和民 – アートディレクター、グラフィックデザイナー
- 梅林かおり – グラフィックデザイナー
- 佐藤寛児 – メイク・アップ
- 鈴木好弘（ゴリ・インターナショナル） – 衣裳

## チャート、認定
| チャート         | 最高順位 | 登場週数 | 売上数   | 出典  |
| ---------------- | -------- | -------- | -------- | ----- |
| 日本（オリコン） | 1位      | 14回     | 25.3万枚 | [ 2 ] |

| 国/地域 | 認定組織         | 日付      | 認定     | 売上数   | 出典  |
| ------- | ---------------- | --------- | -------- | -------- | ----- |
| 日本    | 日本レコード協会 | 1992年4月 | ゴールド | 200,000+ | [ 3 ] |

## リリース日一覧
| No. | リリース日    | レーベル                  | 規格 | カタログ番号 | 備考 | 出典          |
| --- | ------------- | ------------------------- | ---- | ------------ | ---- | ------------- |
| 1   | 1992年3月11日 | 東芝EMI／イーストワールド | CD   | TOCT-6445    |      | [ 10 ] [ 13 ] |